# Épouses et Concubines (film)
Pour les articles homonymes, voir Épouses et Concubines.
Pour plus de détails, voir Fiche technique et Distribution.
Épouses et Concubines (chinois simplifié : 大红灯笼高高挂, chinois traditionnel : 大紅燈籠高高掛, pinyin : Dà Hóng Dēnglóng Gāogāo Guà) est un film chinois réalisé par Zhang Yimou et sorti en 1991.
L'histoire se situe en Chine centrale, pendant l'ère des seigneurs de la guerre chinois (1916-1928). Songlian, belle, 19 ans, instruite mais pauvre, sera la quatrième épouse du richissime Maître Chen. À son arrivée au domaine, un palais enclos de hauts murs, elle est présentée aux autres femmes du maître : la première épouse, Yun, la plus âgée et très attachée à la tradition bien que complètement délaissée par le maître ; puis la seconde épouse, Zhuoyun, semblant amicale et bavarde ; et enfin la troisième épouse, Meishan, ancienne chanteuse d'opéra chinois, accueillant Songlian en rivale. Dans le gynécée, chacune des quatre épouses de Chen habite un appartement dont la porte ouvre sur une cour ; celle-ci, rectangle étroit délimité par les courbes renflées des toits, semble la métaphore visuelle du sexe de ces femmes.

## Synopsis
Dès que Maître Chen rentre chez lui et choisit celle qui aura le privilège de sa visite, le majordome donne un ordre : « Da hongdenglong gaogao gua ! » (« Accrochez les lanternes rouges ! »), la domesticité illumine le rectangle élu, le balisant de lanternes rouges. Ainsi « allumée », la femme est lavée, massée, parée. Au lit, érigé en théâtre dont la scène baigne dans un halo rouge, elle attend que le maître, derrière le rideau de tulle, lui prête vie. Le poids des traditions est un élément-clef de ce huis clos, où chaque femme recevant la visite de l'époux gagne la journée suivante le droit de commander les domestiques, et de choisir les aliments du repas qu'elles prennent en commun avec le maître.
Songlian se lie d'abord d'amitié avec la seconde épouse, Zhuoyun, et se méfie de la troisième épouse, Meishan, qui tente de la concurrencer dès son arrivée en feignant d'être gravement malade et réclamant Chen alors que ce dernier s'apprête à passer sa première nuit avec Songlian. D'abord rétive face au Maître, Songlian voit l'avantage d'être sa favorite. Les concubines rivalisent de calcul et de perversité dans leur lutte pour la préférence du maître et la conquête du pouvoir. Meishan tente de se rapprocher de Songlian en lui racontant qu'elle et Zhuoyun se sont livrées une lutte sans merci pour donner un héritier mâle au maître jusqu’à essayer de s'empoisonner. Derrière sa gentillesse apparente et ses airs amicaux, Zhuoyun se révèle en fait être la plus perverse de toutes les épouses. Songlian découvrira plus tard qu'elle essayait de l’envoûter avec une poupée vaudou, et, en guise de vengeance, cette dernière lui blessera gravement l'oreille alors que Zhuoyun venait lui demander de lui couper les cheveux pour « plaire au Maître ».
Songlian, pour essayer de garder la préférence du Maître, décide de simuler une grossesse : si elle est la préférée chaque nuit, pense-t-elle, ça sera elle qui aura droit à tous les privilèges sur les autres épouses. Mais Yan'er, sa servante (ayant les faveurs du Maître et étant alors jalouse de Songlian), dénonce le subterfuge à Zhuoyun en lui montrant le pantalon de Songlian, taché du sang de ses règles. Cette dernière court aussitôt en informer indirectement Maître Chen, en lui conseillant de faire ausculter Songlian par un médecin, afin de regagner ses faveurs.
Le Maître est fou de rage. Songlian est punie et délaissée : toutes ses lanternes sont occultées sous des housses noires. Elle veut alors se venger de Yan'er, en exposant à tous son désir d'être l'épouse de Maitre Chen, et provoque indirectement la mort de la servante qui préfère se laisser mourir de froid sous la neige plutôt que de demander pardon.
Le jour de son anniversaire Songlian s'enivre pour oublier sa condition, et sous l'effet de l'alcool, révèle la liaison interdite qu'a Meishan avec le docteur Gao, le médecin du palais, alors même que les relations entre les deux femmes s'amélioraient. En punition de son adultère, Meishan est étranglée, scène particulièrement dramatique et métaphorique : sur les terrasses couvertes de neige, les domestiques mâles vêtus de noir portent la femme adultère (qui se débat convulsivement et gémit sous son bâillon) jusqu’à la petite tourelle éloignée appelé « Maison des Morts » dans laquelle on raconte que deux anciennes épouses se seraient pendues « autrefois » à cause d'une relation illicite. Songlian ose aller pousser la porte de cette tourelle et redescend les escaliers en hurlant. Elle perd ensuite la raison, d'autant plus que, lui dit sa nouvelle servante, Yan'er l'avait appelée en mourant à l'hôpital.
En épilogue, une cinquième épouse arrive dans ce monde clos et demande à sa servante qui est la jeune femme qui erre dans la cour, en uniforme d'écolière : c'est Songlian, la quatrième épouse, ayant sombré dans la folie.

## Fiche technique
- Réalisation : Zhang Yimou
- Titre original : Dahong Denglong Gaogao Gua
- Titre international : Raise the Red Lantern
- Titre français et québécois : Épouses et Concubines
- Scénario : Ni Zhen, d’après le roman de Su Tong
- Photographie : Zhao Fei
- Décors : Qao Jiuping, Dong Humiao
- Musique : Zhao Jiping
- Montage : Du Yuan
- Producteurs : Hou Hsiao-hsien, Chiu Fu-sheng et Zhang Wenze
- Distributeur : AMLF
- Pays d'origine : Chine ; Taïwan
- Langue : mandarin
- Genre : Drame
- Durée : 126 minutes
- Date de sortie :
  - septembre 1991 (Mostra de Venise)
  - 10 septembre 1991 (Festival international du film de Toronto)
  -  France : 25 décembre 1991

## Distribution
- Gong Li : Songlian, la quatrième épouse
- He Saifei (en) (V.F. Espérance Pham Thai Lan) : Meishan, la troisième épouse
- Cao Cuifen (en) (V.F. Espérance Pham Thai Lan) : Zhuoyun, la deuxième épouse
- Jin Shuyuan : Yuru, la première épouse
- Ma Jingwu (zh) (V.F. Mostefa Stiti) : Maître Chen Zuoquian
- Kong Lin (en) : la servante Yan’er

## Autour du film
Si l'on en croit le calendrier perpétuel GEO, à la page du 7 juin, une maison du XVIIe siècle à Pingyao a servi de décor au film.
Il s’agit de la maison Qiao (乔家）qui se situe au nord de Pingyao (province du Shanxi, 山西）.

## Distinctions

### Récompenses
- Lion d'argent et Prix FIPRESCI à la Mostra de Venise 1991.
- Grand Prix de l'Union de la critique de cinéma en 1993.

### Nominations
- 1992 : Nomination à l'Oscar du meilleur film en langue étrangère